# Shimun X
Shimun (... – Salmas, 1638) è stato il quinto patriarca della Chiesa caldea con il nome di Shimun X.

## Biografia
Poco si conosce della vita di questo patriarca cattolico. Eletto nel 1600 secondo il principio del sistema ereditario, per cui il nuovo patriarca veniva scelto tra i familiari del patriarca defunto, succedette a Shimun IX Denha.
Attorno al 1617, tramite il metropolita di Diyarbakır, mar Timoteo, Shimun X inviò a Roma una professione di fede, che però non fu ritenuta idonea dalla Santa Sede. Tuttavia questa fu l'occasione per una lettera di papa Paolo V del 29 giugno 1617 indirizzata «Venerabili fratri Simoni patriarchae Assyriorum orientalium», e che fu fatta pervenire tra le lontane montagne del Kurdistan tramite il francescano Tommaso Obicini di Novara. Questi raggiunse Salmas nel mese di luglio del 1619 e nella sua relazione al papa descrive l'ottima accoglienza ricevuta.
Fu in questo momento che il patriarca scrisse una nuova professione di fede firmata di suo pugno, datata 28 luglio, nella quale annunciava che avrebbe fatto il viaggio per Roma assieme a Tommaso di Novara, per incontrare finalmente il papa e ricevere la sua benedizione.
Non sappiamo se la nuova professione sia stata accettata da Roma. Non ci sono prove che Shimun X sia mai stato a Roma e abbia ottenuto la conferma della sua elezione patriarcale. Tfinkdji e Tisserant tuttavia lo elencano fra i patriarchi cattolici.
Secondo Tfinkdji la residenza patriarcale fu nel monastero di Mar Yukhannan nei pressi di Salmas in Persia. Tuttavia, nella sua lettera del 28 luglio, così descrive la sua residenza: Cananes terra di Zacharia Abach Prencipe de Curdi. Cananes è da alcuni identificata con Qochanis, da altri con Khananis, villaggio esistente all'epoca a 10 km. circa a sud di Qochanis. Anche Lampart indica Qochanis come luogo di residenza di Shimun X. Secondo Wilmshurst, questo patriarca in alcuni momenti ha associato il monastero di Mar Yukhannan in Salmas, accanto alla sua residenza abituale in Qochanis.
Morì nel 1638 e gli succedette Shimun XI.

## Fonti
- (EN)  Patriarchi di Babilonia dei Caldei sul sito Gcatholic
- (FR)  J. Tfinkdji, L'Eglise chaldéenne autrefois et aujourd'hui, in A. Battandier, Annuaire Pontifical Catholique, XVII, 1914, p. 458
- (EN)  Heleen H.L. Murre-Vandenberg, The Patriarchs of the Church of the East from the Fifteenth to Eighteenth Centuries, in Hugoye. Journal of Syriac Studies, n. 2, 1999 (n.26)
- (FR)  Eugène Tisserant, Néstorienne (L'Eglise), in Dictionnaire de Théologie Catholique, Tomo XI, parte prima, Paris 1931, coll. 230-231
- (DE)  Albert Lampart, Joseph I 1681-1696, ein beitrag zur geschicte der Unionsbestrebungen der Nestorianer von Sulaqa bis 1700, 1966, pp. 63–64
- (EN)  David Wilmshurst, The Ecclesiastical Organisation of the Church of the East, 1318-1913, Louvain 2000